# Ferula iliensis
Ferula iliensis är en flockblommig växtart som beskrevs av Andrej Nikovaevich Krasnov och Jevgenij Korovin. Ferula iliensis ingår i släktet stinkflokesläktet, och familjen flockblommiga växter. Inga underarter finns listade i Catalogue of Life.